# 卡尔比语
卡尔比语是卡尔比族的语言，又称米基尔語、阿連語（Arleng，在卡尔比语的意思是“人”），属于漢藏語系，但其定位仍不明朗。語言學家Shafer與Bradley認為它是庫基-欽語支的一個變種；但Thurgood將它列為漢藏語系之下的未分類語言；而Blench與Post卻又將它歸類為整個語系中最基礎的語言。
該語言目前約有60万人使用，主要分布在印度阿萨姆邦和梅加拉亚邦。

## 種類
語言學家Konnerth定義两种主要的分支：
- 山地卡尔比语：使用者分佈於阿薩姆邦的卡比昂隆縣。
- 平原卡尔比语：使用者分佈於阿薩姆邦坎如普縣、馬日岡縣，以及梅加拉亞邦的日北縣